# Gaular

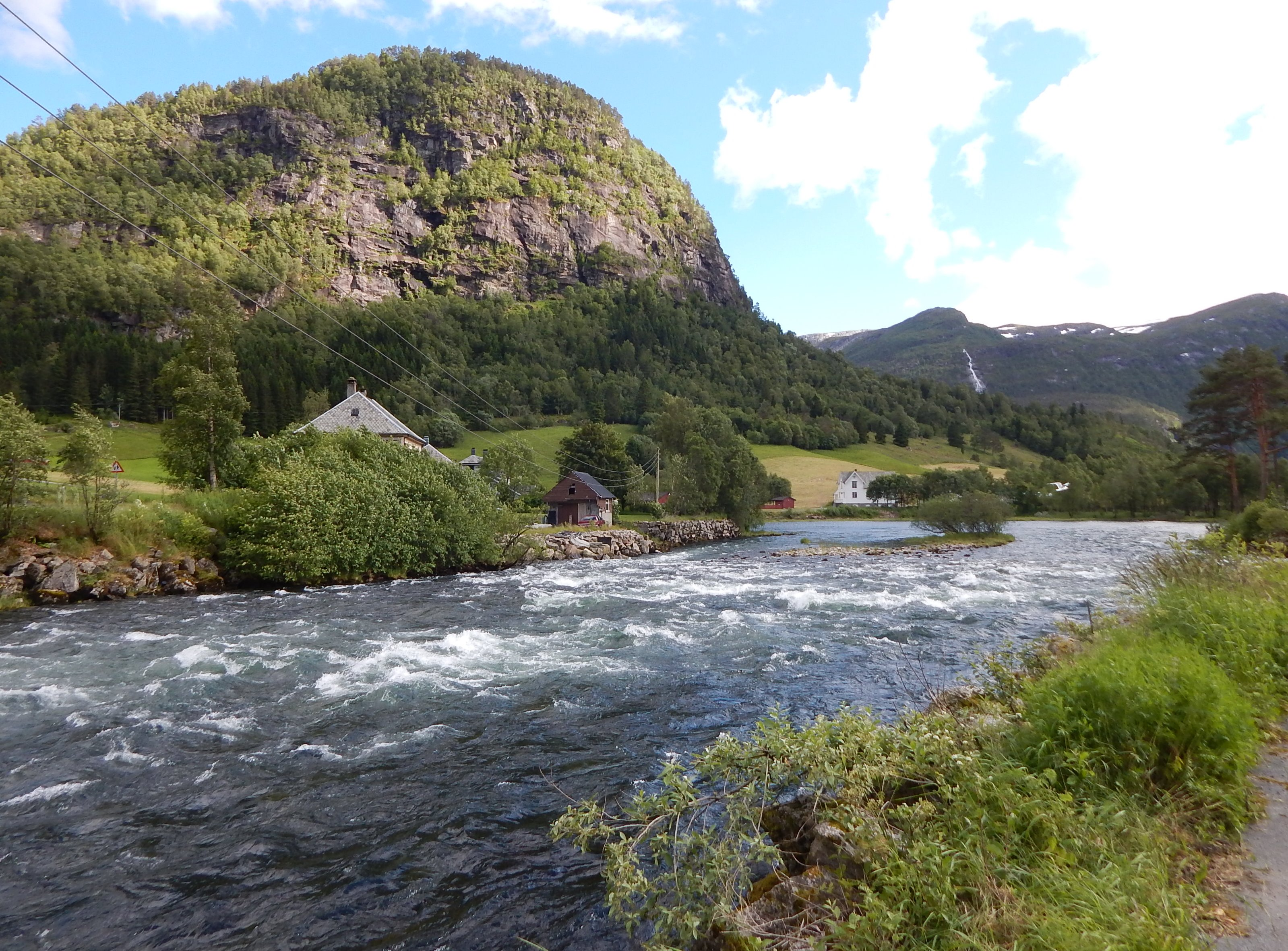
Der Fluss Gaula

Gaular ist eine ehemalige Kommune in der norwegischen Provinz Sogn og Fjordane (2020 Teil von Vestland geworden). Ihr Verwaltungssitz war Sande i Sunnfjord. Gaular ging im Rahmen der Kommunalreform in Norwegen in die neu gebildete Kommune Sunnfjord über.
Auf einer Fläche von 582 km² lebten 3027 Einwohner (Stand: 1. Januar 2019). Die Kommunennummer war 1430. Letzter Bürgermeister war Mathias Råheim (Høyre).

## Geografie
Im Norden grenzte sie an Askvoll und Førde, im Osten an Balestrand, im Süden an Høyanger und im Westen an Fjaler. Der Gaularvassdraget zog als Wasserzug vom Gaularfjellet/Jostedalsbreen durch die Kommune und verlief durch den Wasserfall Osfossen in den Dalsfjord. Im Zentrum von Gaular lagen die Seen Viksdalsvatnet und Haukedalsvatnet. In den Tälern der Gemeinde war das Gebiet bewaldet, die höchste Erhebung war der Geitebotsfjell mit 1359 moh. Zuletzt lebte etwa ein Drittel der Einwohner in direkter nähe zum Fjord und etwa zwei Drittel im Talbereich um den Fluss Gaula. Größere Ansiedlungen sind Bygstad und Sande i Sunnfjord. Die offizielle Sprachform war wie in fast allen Kommunen von Sogn og Fjordane Nynorsk, also die seltenere der beiden Schriftsprachen. Die Einwohner wurden Gaulværing genannt.
Durch die ehemalige Kommune verlief die Europastraße 39, die Gaular an Førde und das Nordfjord im Norden sowie Bergen im Süden anband. Über den Riksvei 610/57 bestand eine Verbindung in das westlich gelegene Fjaler. Der Riksvei 13 diente für die Verbindung mit Balestrand. Die 114 Kilometer lange Straße Gaularfjellet gehört zu den norwegischen Landschaftsrouten und führte durch das Gemeindegebiet. Der Flughafen Førde lufthamn, Bringeland lag im Norden der Kommune.

## Geschichte
Die Grenzen der Kommunen wurden vor der Auflösung zuletzt im Jahr 1990 geändert. Dabei wurden Teile auf der Nordseite des Dalsfjorden von Fjaler nach Gaular eingemeindet. Davor waren die Grenzen seit 1838 unverändert geblieben. Bis 1910 hieß die Kommune Indre Holmedal, erst danach wurde auf den traditionelleren Namen Gaular gewechselt.
Gaular gehörte bis zu seiner Auflösung zum 31. Dezember 2019 zur ehemaligen Provinz Sogn og Fjordane. Sogn og Fjordane ging zum 1. Januar 2020 im Rahmen der Regionalreform in Norwegen in die neu geschaffene Provinz Vestland über, so dass die gesamte Fläche der Kommune nun in Vestland liegt. Im Zuge der landesweiten Kommunalreform wurden Gaular, Førde, Jølster und Naustdal zum 1. Januar 2020 zur neuen Gemeinde Sunnfjord zusammengelegt. Da sich die beteiligten Kommunen nicht selbst auf einen Namen der neuen Kommune einigen konnten, wurde dieser vom Kommunalministerium festgelegt.
In der Kommune gibt es archäologische Funde, die auf eine Besiedelung ab der Steinzeit hindeuten.

## Wirtschaft
Die Gemeinde war landwirtschaftlich geprägt. Große Bedeutung hatte dabei die Rinder- und Schafhaltung. Der Fluss Gaula, in dem mehrere Lachstreppen verbaut sind, war außerdem wichtig für die Lachsfischerei. Die industrielle Produktion hatte eine nur kleine Bedeutung für die Wirtschaft Gaulars. Zum Zeitpunkt der Gemeindeauflösung befanden sich acht Kraftwerke in der Kommune.

## Wappen

Wappen von Gaular

Das Wappen der Kommune sollte den Fluss Gaula, der durch die Kommune fließt, darstellen. Es wurde 1992 offiziell bestätigt.

## Persönlichkeiten
- Anne Viken (* 1979), Tierärztin, Journalistin und Schriftstellerin